# Дамасена, Велвес Сантос
Велвес Сантос Дамасена (порт.-браз. Welves Santos Damacena; 24 ноября 2000, Посойнс, Баия), также известный как Велвес или Баяно — бразильский футболист, левый полузащитник.

## Биография
До 18 лет занимался футболом на родине в небольших клубах. В начале 2019 года перебрался в Европу и подписал контракт с клубом второго дивизиона Словакии «Локомотив» (Кошице), провёл в нём полсезона. Летом 2019 года перешёл в клуб высшей лиги Украины «Львов», где уже была большая группа игроков из Бразилии, подписал 5-летний контракт. Дебютный матч в чемпионате сыграл 27 октября 2019 года против «Десны», заменив на 89-й минуте Алваро Виейру. Всего в сезоне 2019/20 сыграл 16 матчей за «Львов», из них только в трёх выходил в стартовом составе. В сезоне 2020/21 трижды появлялся на поле, выходы со скамейке запасных, все три матча — в сентябре 2020 года. Летом 2021 года был отдан в аренду в клуб чемпионата Азербайджана «Зиря», где за полсезона сыграл 2 неполных матча. Весной 2022 года играл на правах аренды за клуб чемпионата Эстонии «Нымме Калью» (Таллин), провёл 8 матчей в чемпионате и стал финалистом Кубка Эстонии.
Летом 2022 года перешёл в клуб второго дивизиона Португалии «Трофенсе», за полгода сыграл 4 матча. В начале 2023 года был отдан в аренду в клуб третьего дивизиона «Фонтиньяш».